# Păltiniș (Botoșani)
Păltiniş é uma comuna romena localizada no distrito de Botoşani, na região de Moldávia. A comuna possui uma área de 75.07 km² e sua população era de 3240 habitantes segundo o censo de 2007.